# Attentat contre Guillaume Soro du 29 juin 2007
 (juillet 2007).
Améliorez-le ou discutez des points à vérifier. 
L'attentat contre Guillaume Soro du 29 juin 2007  est une attaque qui a eu lieu à l'aéroport de Bouaké contre l'avion du Premier ministre ivoirien et chef des Forces nouvelles, un attentat auquel ce dernier échappe miraculeusement. L'avion a été la cible de tirs de roquettes et de Kalachnikov lors de son atterrissage. Quatre personnes ont été tuées et dix autres blessées.
Cet attentat s'inscrit dans un climat politique très tendu alors que le pays est sorti de la première phase de la guerre civile en 2004 et que l'accord de Ouagadougou de mars 2007 a permis aux Forces nouvelles, qui s'opposaient au gouvernement ivoirien durant le conflit, de rejoindre le gouvernement.
Il n'y a aucune certitude sur les commanditaires de cet attentat, qui est attribué en général à un chef de guerre rival de Guillaume Soro, Ibrahim Coulibaly.

## Accusations
Plusieurs rumeurs ont circulé dans la presse ivoirienne sur le ou les responsables de cet attentat. Si Ibrahim Coulibaly est en général accusé, d'autres personnalités comme Chérif Ousmane, commandant des Forces nouvelles lié à Guillaume Soro, ont pu être mentionnées car celui-ci lui reprochait de ne pas avoir été consulté sur la signature de l'accord de Ouagadougou qu'il désapprouvait.
L'Opération des Nations unies en Côte d'Ivoire (ONUCI) a été pour sa part accusée par les Forces nouvelles de défaillance en n'ayant pas sécurisé le secteur, ce qui était leur rôle.

## Réactions
Guillaume Soro a réclamé une enquête internationale et a ajouté que « Beaucoup de commentaires sont faits, moi je garde la sérénité et je ne rentrerai pas dans la polémique. La seule chose que je demande, c'est que je veux que la vérité éclate, savoir ce qui s'est passé, qui l'a fait et pour quelles raisons cela a été fait ».
L'attentat a été unanimement condamné, notamment par :
- Laurent Gbagbo et son parti politique le Front populaire ivoirien (FPI) ont fermement condamné le 2 juillet 2007 l'attentat contre le premier ministre Guillaume Soro, qui a été selon eux « orchestré et minutieusement planifié par les ennemis de la paix et les assoiffés de sang »[7].
- Le ministre français des Affaires étrangères Bernard Kouchner a condamné « le lâche attentat » dont a été victime Guillaume Soro[8].
- L'ONU a également condamné l'attentat par la voix de son Secrétaire général Ban Ki-moon et le Conseil de sécurité a déclaré que les « auteurs de cet acte criminel doivent être traduits en justice »[9].
- Philippe Mangou, chef d'état-major de l'armée ivoirienne, soutient le Premier ministre[10].
- Charles Blé Goudé a également condamné l'attentat[11].
- Le Chef d'état-major adjoint des FN, Issiaka Ouattara, affirme connaître les responsables mais donnera les noms plus tard[12].

## Conséquence
Alors que le pays est le plus important producteur de cacao au monde, le prix de cette matière première a atteint son plus haut niveau depuis quatre ans à la Bourse de Londres et à la Bourse de New York. Et cela en raison « de la possible dégradation de la situation en Côte d'Ivoire, après l'attaque à la roquette qu'a subie Guillaume Soro », selon un analyste boursier.

## Hommage national
Le gouvernement ivoirien a organisé vendredi 13 juillet 2007 à Abidjan des obsèques nationales pour les victimes de l'attentat qui sont :
- Sékou Doumbia, membre du Protocole d’État en service à la Primature ;
- Souleymane Sérifou, membre du Protocole d’État en service à la Primature ;
- Ex-Lieutenant Drissa Ouattara, chef de sécurité du Premier ministre ;
- Ex-Caporal Siaka Diomandé, Garde du corps du Premier ministre.